# Edgar Audra

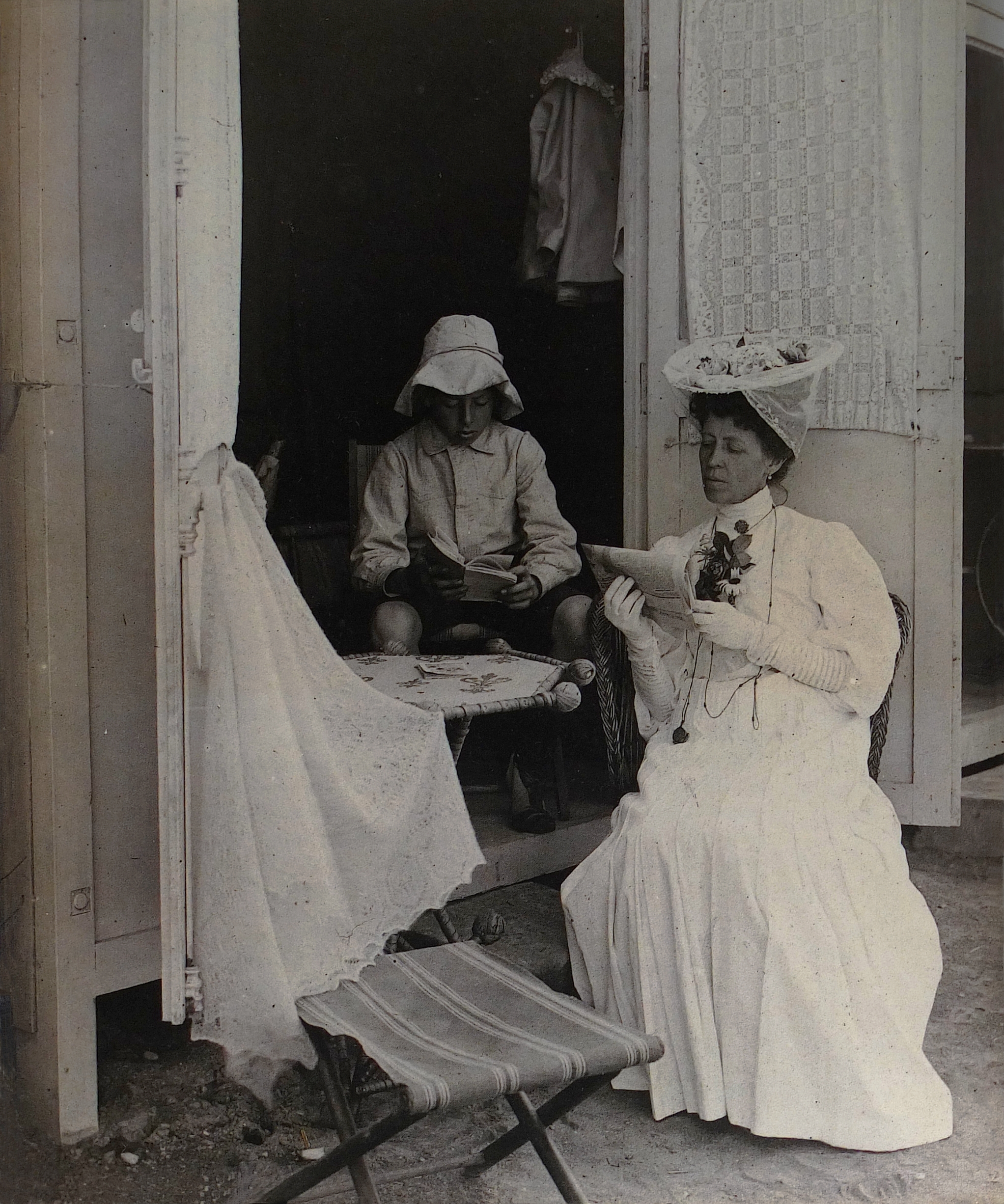
Une cabane de plage à Luc-sur-Mer, 1904, Musée de Normandie, Caen.

Pour les articles homonymes, voir Audra.
Edgar Audra, né le 17 janvier 1838 à Paris et mort le 24 décembre 1909 à Neuilly-sur-Seine, est un photographe français.

## Biographie
Nicolas Jules Edgar Audra est le fils d’Élie Audra. Après ses études, il devient officier ministériel, courtier d'assurances maritimes et expert auprès des tribunaux de Paris. C'est en amateur qu'il s'intéresse à la photographie puis s'implique plus avant en 1865 en devenant membre de la Société française de photographie. En 1867, il expose des tirages au charbon, portraits ou vues de châteaux. En 1880, il présente à la Société française de photographie un obturateur de son invention permettant de réaliser des prises de vues instantanées en utilisant le nouveau procédé au gélatino-bromure d'argent ; mais les clichés de démonstration qu'il réalise sont perdus. 
En 1883, il publie une étude consacrée à la photographie au gélatino-bromure d'argent chez l'éditeur parisien spécialisé en photographie Gauthier-Villars, qui est rééditée en 1886 et 1887 ; il écrit p. V : « En substituant au collodion de la gélatine ordinaire comme véhicule du sel d’argent sensible, on obtient, dans des conditions d’éclairage convenables, des images d’objets en un cinquantième et un centième de seconde, et des images du Soleil en moins d’un trois millièmes de seconde ! ». 
Il est membre du conseil d'administration de la Société française de photographie de 1879 à 1903, trésorier de 1882 à 1903. En 1885, il obtient les Palmes académiques. 
Dans la notice nécrologique publiée par Le Moniteur de la photographie, il est fait mention de « ... l’administrateur scrupuleux que tous ceux qui firent partie de la Société Française de Photographie de 1855 à ce jour, purent connaître, car il a été assidu aux séances pendant plus de 40 ans, et il s’y est fait remarquer par ses nombreuses communications et ses observations pratiques, dès son arrivée dans la Société. ».
Ses obsèques sont célébrées à l'église Saint-Charles-de-Monceau et il est inhumé au cimetière de Colombes.

## Publications
- Le Gélatino-bromure d’argent. Sa préparation, son emploi, son développement, Paris, Gauthier-Villars, 1883, V-72-13-4 p. (Lire en ligne).

## Œuvres
Il pratiquera la photographie comme une activité artistique et non commerciale ; plusieurs de ses œuvres sont conservées au musée de Normandie à Caen.